# الدوري البرازيلي الدرجة الرابعة 2012
الدوري البرازيلي الدرجة الرابعة 2012 هو الموسم 4 من الدوري البرازيلي الدرجة الرابعة. أقيم خلال الفترة 23 يوليو 2012 وحتى 21 أكتوبر 2012، وأشرف على تنظيمه اتحاد البرازيل لكرة القدم، وكان عدد الأندية المشاركة فيه 40، وفاز فيه نادي سامبايو كوريا.